# 133161 Ruttkai
133161 Ruttkai è un asteroide della fascia principale. Scoperto nel 2003, presenta un'orbita caratterizzata da un semiasse maggiore pari a 2,9882703 UA e da un'eccentricità di 0,0472640, inclinata di 9,97504° rispetto all'eclittica.
L'asteroide è dedicato all'attrice ungherese Eva Ruttkai.